# La banda di Monica (serie animata)
La banda di Monica (in portoghese Turma da Mônica) è una serie animata brasiliana prodotta da Mauricio de Sousa Produções, ispirata all'omonima serie a fumetti creata da Maurício de Sousa; ne sono state prodotte 25 stagioni per un totale di 201 episodi in anni diversi.
La serie venne trasmessa su Rai Due nel 2004 e durò fino al 21 marzo 2012, vennero trasmessi tutti gli episodi della serie Grandes Aventuras Turma da Mônica e quelli di As Novas Aventuras da Turma da Mônica. Gli episodi sono stati riciclati dei film precedenti.

## Trama
Monica è una ragazzina molto sveglia e intraprendente. La sua curiosità la spinge ad avventurarsi in situazioni piene di azione, in compagnia dei suoi inseparabili amici.

## Personaggi
- Monica (Mônica)
- Cipollino (Cebolinha)
- Patacca (Cascão)
- Magalì (Magalì)
- Chuck Billy (Chico Bento)
- Frangetta (Franjinha)

## Doppiaggio
Il doppiaggio italiano è stato eseguito presso lo studio Sun's Edition Video sotto la direzione di Mara Bronzoni Bonaparte e con i dialoghi di Patrizia Di Terlizzi, Emanuela Amato e Maria Cristina Canale.
| Personaggio                            | Doppiatore originale                         | Doppiatore italiano |
| -------------------------------------- | -------------------------------------------- | ------------------- |
| Monica                                 | Marli Bortoletto                             | Monica Ward         |
| Cipollino                              | Angélica Santos                              | Paola Del Bosco     |
| Patacca                                | Paulo Cavalcante                             | Monica Ward         |
| Magalì                                 | Elza Gonçalves                               | Marina Giordana     |
| Chuck/Billy                            | Dirceu Aparecido de Oliveira                 | Daniele Raffaeli    |
| Frangetta                              | Sibele Toledo                                | Leonardo Graziano   |
| Annie                                  | Alice Cardoso                                | Micaela Incitti     |
| Maria Cipollino                        | Marli Bortoletto                             | Micaela Pignatelli  |
| Gaiana (La sorella di Gaio)            | Leticia Bortoletto                           | Patrizia Salerno    |
| Sig.ra. Luiza (Mamma di Monica)        | Marli Bortoletto                             | Barbara De Bortoli  |
| Angelino                               | Sibele Toledo Alice Cardoso Marli Bortoletto | Irene Di Valmo      |
| Sig. Sousa (Papà di Monica)            | Mauricio de Sousa                            | Davide Lepore       |
| Sig.ra. Cipolla (Mamma di Cipollino)   | Isaura Gomes Marli Bortoletto                | Ilaria Giorgino     |
| Sig. Cipollo (Papà di Cipollino)       | Paulo Cavalcante                             | Vittorio Amandola   |
| Sig. Antenor (Papà di Patacca)         | João Boy Paulo Cavalcante                    | Pierluigi Astore    |
| Sig.ra. Cotinha (Mamma di Chuck Billy) | Marli Bortoletto                             | Beatrice Margiotti  |
| Tito                                   | Marcelo Sousa Ítalo Luiz                     | Barbara Sacchelli   |
| Gaio                                   | Marcelo Sousa Alex Minei                     | Omar Vitelli        |
| Jeremias                               | Marcelo Sousa Bruno Dias                     | Patrizia Salerno    |
| Humberto                               | Marcelo Sousa                                | Isabella Guida      |
| Quim                                   | Elza Gonçalves                               | Alessio De Filippis |
| Vaniglia                               | Marcelo Sousa                                | Davide Lepore       |
| Rosina                                 | Sibele Toledo                                | Greta Bonetti       |
| Benny                                  | Sibele Toledo                                | Leonardo Graziano   |

## Sigla italiana
La sigla della prima parte degli episodi della serie Grandes Aventuras Turma da Mônica è cantata dai doppiatori italiani, mentre nella seconda parte degli episodi invece, è cantata da Barbara Sacchelli, Cinzia Lenti e Sonia Di Santo.